# Igreja Santa Cruz das Almas dos Enforcados

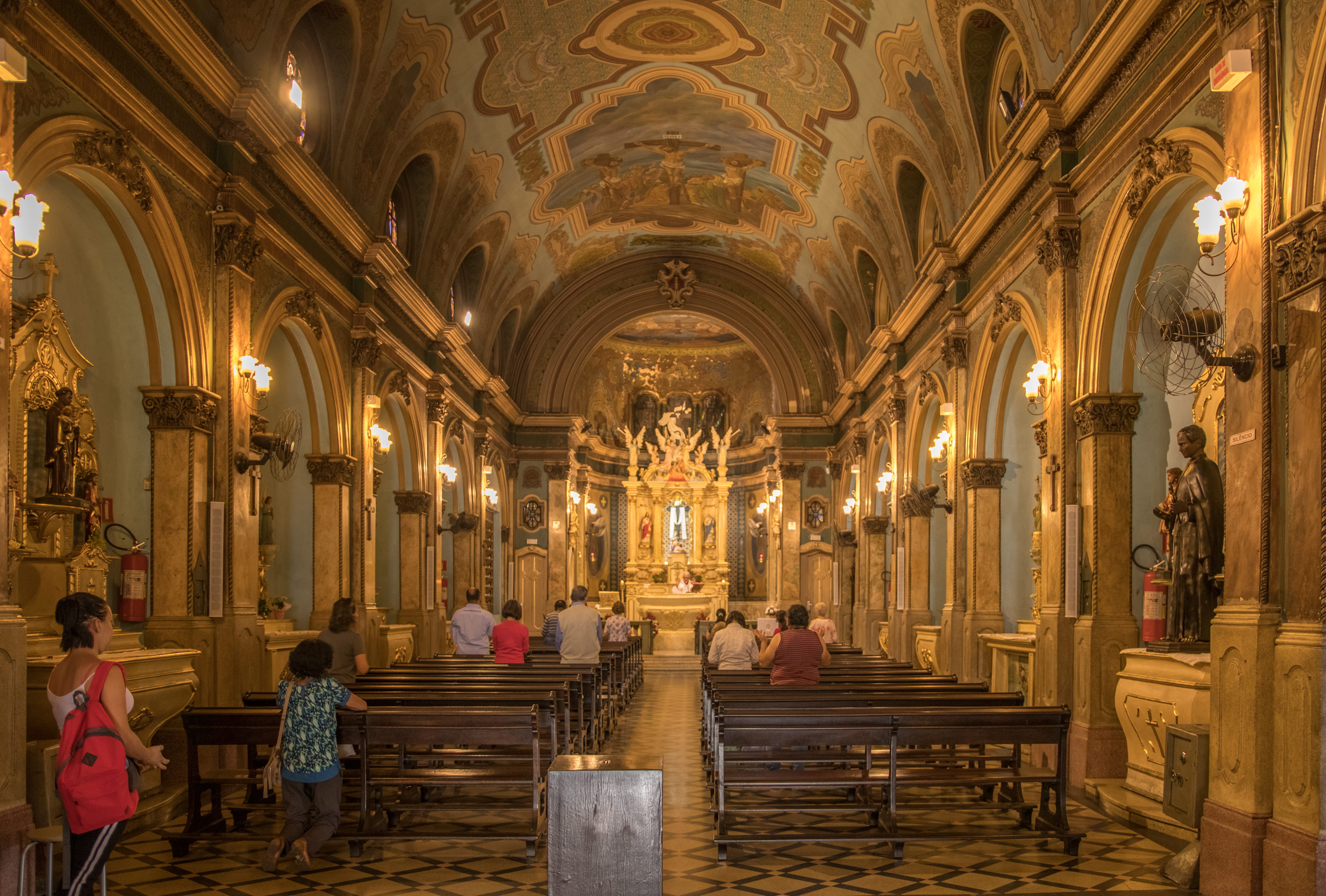
Foto do interior da igreja durante culto.

A Igreja Santa Cruz das Almas dos Enforcados, ou simplesmente "Igreja das Almas", esta localizada no bairro da Liberdade na cidade de São Paulo, no Brasil

## História
Construída no mesmo local de uma antiga cruz denominada de "Santa Cruz dos Enforcados", que homenageava o soldado condenado a morte, Francisco José das Chagas (o Chaguinha). Chaguinha foi executado no dia 20 de setembro de 1821, depois que a corda da forca se rompeu por duas vezes e sua execução foi concluída a pauladas. A população que assistia a execução, no antigo Paço da Forca (atual Praça da Liberdade), pediu pela sua clemência, mas as autoridades concluíram a execução e os católicos, acreditando que o rompimento da corda, nas duas vezes, era um sinal divino da sua inocência, instalaram a cruz para homenagens e orações.
A igreja foi construída a partir de 1887, juntamente com a Irmandade de Santa Cruz dos Enforcados, entidade que organizava a Festa de Santa Cruz em 3 de maio.